# 東北社會人足球聯賽
東北社會人足球聯賽（とうほくしゃかいじんサッカーリーグ）是由日本東北地方六縣（青森縣、岩手縣、宮城縣、秋田縣、山形縣、福島縣）的業餘足球联赛，为日本全国九个地区联赛之一。該聯賽由東北足球協會及東北社會人足球聯盟主辦，於1977年舉辦了首屆比賽。

## 歷史
自1997年以來，聯賽採用甲組和乙組的雙層結構。乙組聯賽進一步分為「乙組北聯賽」（青森縣、岩手縣、秋田縣）和「乙組南聯賽」（宮城縣、山形縣、福島縣）。2021年和2022年的乙組聯賽採用單循環賽制，而2022年的甲組聯賽則先進行單循環的第一階段比賽，根據成績將球隊分為上位組和下位組各六隊，進行第二階段比賽。
自2023年起，甲組聯賽恢復為雙循環賽制，而乙組聯賽則採用與2022年甲組相同的兩階段賽制。

## 外部連結
- 東北社會人足球聯賽 （页面存档备份，存于）